# Quận Jackson, Texas
Quận Jackson (tiếng Anh: Jackson County) là một quận trong tiểu bang Texas, Hoa Kỳ. Quận lỵ đóng ở thành phố Edna6. Theo kết quả điều tra dân số năm  2000 của Cục điều tra dân số Hoa Kỳ, quận có dân số người.
Quận này được đặt tên theo Andrew Jackson, Tổng thống Hoa Kỳ từ năm 1829 đến năm 1837.

## Thông tin nhân khẩu
Theo điều tra dân số 2 năm 2000, đã có 14.391 người, 5.336 hộ, và 3.889 gia đình sống trong quận. Mật độ dân số là 17 người cho mỗi dặm vuông (7/km ²). Có 6.545 đơn vị nhà ở với mật độ trung bình là 8 cho mỗi dặm vuông (3/km ²). Cơ cấu dân tộc của dân cư trong quận gồm 76,49% người da trắng, 7,64% da đen hay Mỹ gốc Phi, 0,39% người Mỹ bản xứ, 0,39% người châu Á, 0,06% người đảo Thái Bình Dương, 12,65% từ các chủng tộc khác, và 2,39% từ hai hoặc nhiều chủng tộc. 24,68% dân số là người Hispanic hay Latino thuộc chủng tộc nào. 17,9% là của Đức, 10,8% người Mỹ, 9,3% Séc, 6,0% Ailen và 5,6% gốc Anh theo điều tra dân số năm 2000. 81,6% nói tiếng Anh còn tiếng Tây Ban Nha được 17,4% dân số sử dụng là ngôn ngữ đầu tiên của họ.
Có 5.336 hộ, trong đó 34,70% có trẻ em dưới 18 tuổi sống chung với họ, 58,20% là các cặp vợ chồng sống với nhau, 10,50% có chủ hộ là nữ không có mặt chồng, và 27,10% là không lập gia đình. 24,20% của tất cả các hộ gia đình đã được tạo thành từ các cá nhân và 12,50% có người sống một mình 65 tuổi trở lên đã được người. Bình quân mỗi hộ là 2,65 và cỡ gia đình trung bình là 3,15.
Trong quận, cơ cấu tuổi tác dân cư quận gồm 27,40% ở độ tuổi dưới 18, 8,20% 18-24, 26,10% 25-44, 22,30% 45-64, và 15,90% người 65 tuổi trở lên. Tuổi trung bình là 37 năm. Cứ mỗi 100 nữ có 96,70 nam giới. Cứ mỗi 100 nữ 18 tuổi trở lên, đã có 93,40 nam giới.
Thu nhập trung bình cho một hộ gia đình trong quận đã được $ 35.254, và thu nhập trung bình cho một gia đình là $ 42.066. Nam giới có thu nhập trung bình $ 32.639 so với 19.661 $ cho phái nữ. Thu nhập trên đầu cho các quận được $ 16,693. Giới 12,20% gia đình và 14,70% dân số sống dưới mức nghèo khổ, trong đó có 19,10% những người độ tuổi dưới 18 và 15,60% có độ tuổi từ 65 trở lên. 